# Drakes Branch
Drakes Branch – miasto w Stanach Zjednoczonych, w stanie Wirginia, w hrabstwie Charlotte.